# St. Ambrosius (Magdeburg)

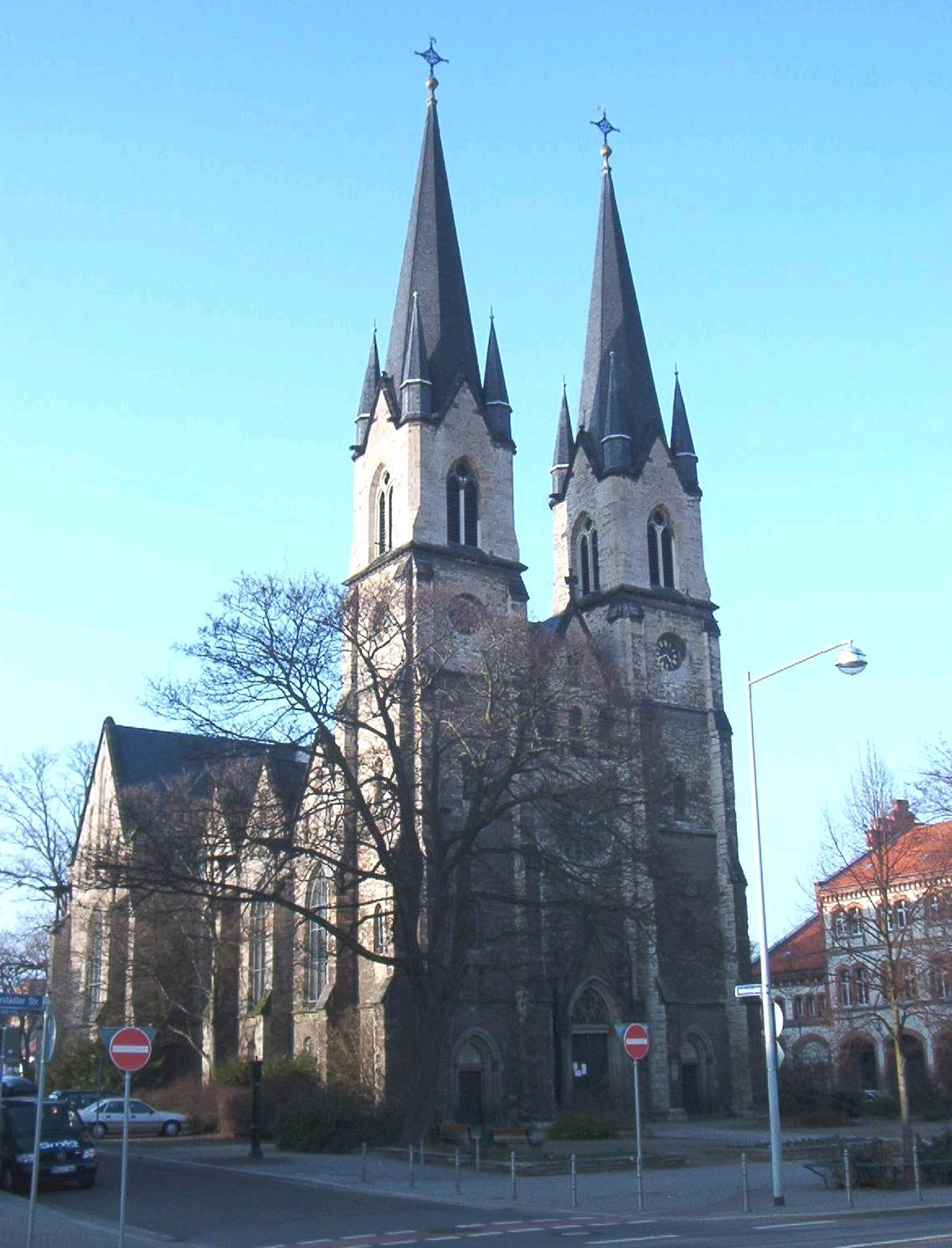
St. Ambrosius in Magdeburg-Sudenburg

Die St.-Ambrosius-Kirche ist eine im Magdeburger Stadtteil Sudenburg gelegene evangelische Kirche. Sie ist nach dem heiligen Ambrosius von Mailand benannt.
Die dreischiffige Kirche ist im Stil der Neogotik errichtet und verfügt über ein Querschiff. Verwendet wurde Quadermauerwerk aus Kalkstein.

## Geschichte
Der Grundstein der Kirche wurde am 11. Juni 1875 gelegt. Zuvor hatte es in Sudenburg bereits fünf Kirchen dieses Namens gegeben, die aber zumeist an anderem Platz bestanden. Das vorreformatorische Patrozinium des Ambrosius von Mailand übertrug sich auf die Namensgebung der evangelischen Nachfolgebauten.
Während der französischen Besetzung der Region wurden 1812 auf Befehl Napoleons I. die beiden Magdeburger Vorstädte Sudenburg und Neustadt abgerissen, um für die Festung Magdeburg ein besseres Schussfeld zu haben. In diesem Zusammenhang wurde auch die alte (vierte) Ambrosiuskirche abgerissen.

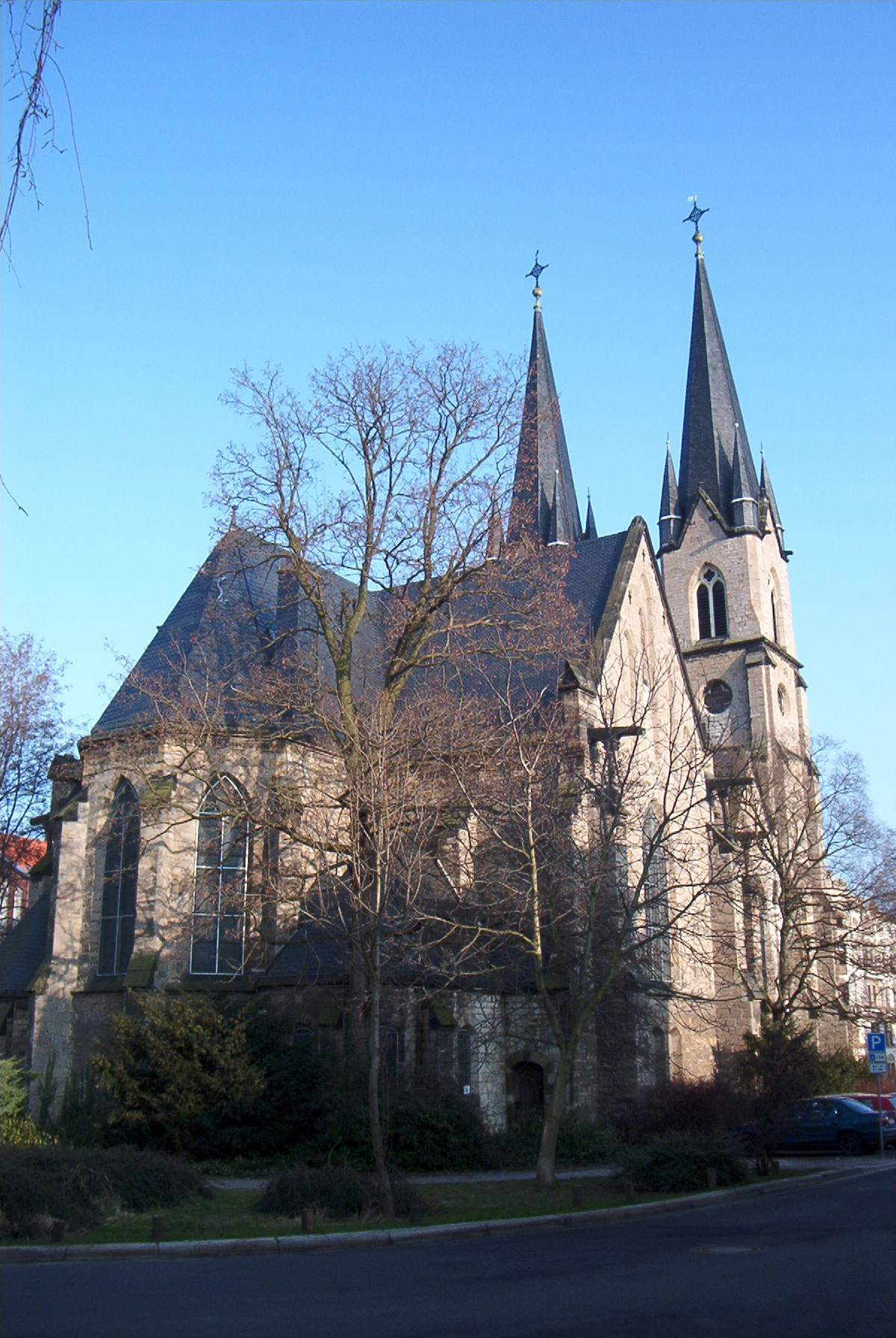
Rückseite der Ambrosiuskirche

Bereits 1812/1813 begann der Neuaufbau des Ortes Sudenburg in anderer, südlicherer, Lage. Nach der Niederlage Napoleons und dem Abzug der französischen Truppen wurde auf Befehl des preußischen Königs Friedrich Wilhelm III. eine neue Kirche in Sudenburg nach Plänen von Friedrich Mellin errichtet. Dieser eher einer Kapelle entsprechende Bau wurde am 13. Oktober 1822 durch den Prediger am Magdeburger Dom Johann Friedrich Wilhelm Koch geweiht. Bedingt durch einen Schwammbefall, wurde dieses ebenfalls als Ambrosiuskirche bezeichnete Gebäude 1875 abgerissen. Anschließend erfolgte ein Neubau. Dieser war maßgeblich durch den seit 1868 als Pfarrer an St. Ambrosius tätigen Johannes Karl Friedrich Hesekiel veranlasst, der bis 1886 Pfarrer der Gemeinde war.
Am 17. Dezember 1876 war der Rohbau des 225.000 Mark teuren Gebäudes mit dem Setzen der Turmkreuze abgeschlossen. Die Kirche wurde in Nord-Süd-Richtung erbaut, um die Vorderfront zur Halberstädter Straße zu richten. Am 13. Dezember 1877 erfolgte die Weihe der Kirche.
Wesentliche Teile der Ausstattung wurden von Sudenburger Bürgern gestiftet. Der Taufstein wurde durch eine Sammlung von Schulkindern finanziert. Das Altargemälde ging auf eine Stiftung des Müllers Drenckmann zurück.
Die Kirche erhielt drei aus erbeuteten französischen Kanonen gegossene Bronzeglocken, die jedoch 1917 eingeschmolzen wurden. Als Ersatz wurden am 5. Oktober 1924 drei Gussstahl-Glocken des Bochumer Vereins in den Schlagtönen c1, e1 und g1 geweiht.
Weitere Baumaßnahmen waren der Austausch der Gas- gegen elektrische Beleuchtung und das Aufhängen zweier Kronleuchter.
Während des Zweiten Weltkriegs erlitt die Ambrosiuskirche, anders als die Kirchen der Magdeburger Altstadt, keine Schäden. Im Zuge späterer Renovierungsarbeiten und Umbauten wurde 1959 ein neuer Altar angeschafft, die Kanzel versetzt, das Kruzifix aufgerichtet und am 14. Juni 1959 die umgebaute Orgel eingeweiht.
Nach dem Ende der DDR wurde 1994 das Geläut saniert und am 12. Mai 1994 nach zehnjähriger Pause wieder in Betrieb genommen. Im Jahr 1995 erfolgte eine Neueindeckung des Daches.

## Orgel

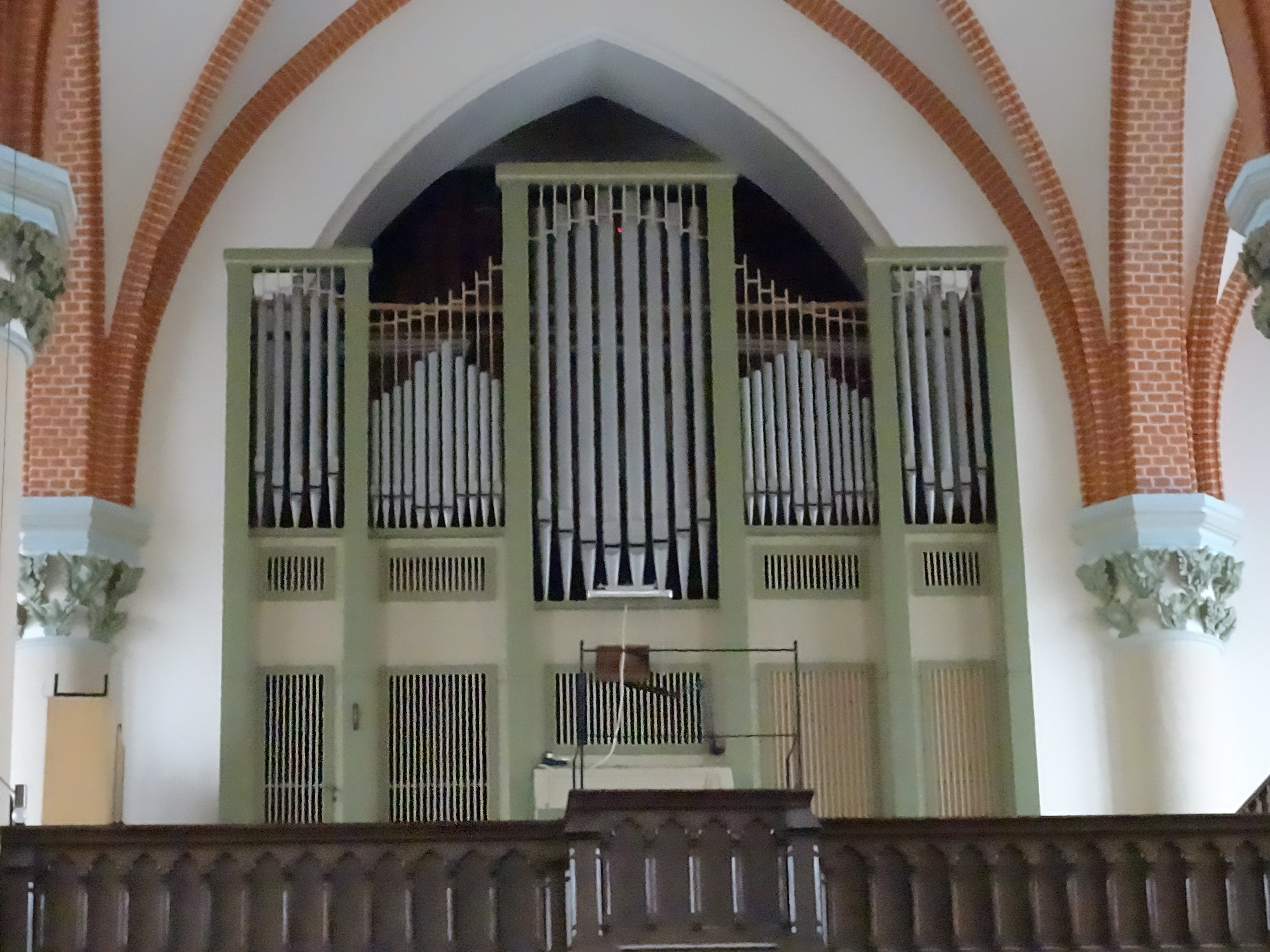
Orgel der Ambrosius-Kirche

Wilhelm Sauer baute 1879/1880 eine neue Orgel, die über 25 Register auf zwei Manualen und Pedal verfügte. Das Instrument hatte mechanische Kegelladen und drei feste Kombinationen (mf, f, Tutti). Im Jahr 1927 erfolgte ein Umbau durch Wilhelm Rühlmann jun., der um drei Stimmen erweiterte und eine pneumatische Traktur schuf. Im Zuge einer Restaurierung durch Orgelbau Eule im Jahr 1959 wurde die ursprüngliche romantische Disposition in eine neobarocke verändert und erweitert. Seitdem hat die Orgel statt der drei festen Kombinationen drei freie. Die heutige Disposition lautet wie folgt:
| Hauptwerk C– |        |
| Prinzipal    | 8′     |
| Rohrgedackt  | 8′     |
| Oktave       | 4′     |
| Rohrflöte    | 4′     |
| Quinte       | 2 ⁄3′  |
| Oktave       | 2′     |
| Blockflöte   | 2′     |
| Terz         | 1 3⁄5′ |
| Mixtur IV    |        |
| Zimbel III   |        |
| Fagott       | 16′    |

| Oberwerk C–    |       |
| Pommer         | 16′   |
| Gedackt        | 8′    |
| Quintade       | 8′    |
| Prinzipal      | 4′    |
| Flöte          | 4′    |
| Oktave         | 2′    |
| Quinte         | 1 ⁄3′ |
| Septime        | 1 ⁄7′ |
| Oktave         | 1′    |
| Sesquialter II |       |
| Scharf III–IV  |       |
| Trompete       | 8′    |
| Tremulant      |       |

| Pedal C–        |     |
| Subbaß          | 16′ |
| Violon          | 16′ |
| Oktavbaß        | 8′  |
| Gedecktbaß      | 8′  |
| Choralbaß       | 4′  |
| Nachthorn       | 2′  |
| Rauschwerk IV   |     |
| Posaune         | 16′ |
| Trompete (= HW) | 8′  |

- Koppeln: II/I, I/P, II/P
- Spielhilfen: 2 freie und 3 frei einstellbare Kombinationen, Walze, Zungen ab, Koppeln ab, Pedaltutti